# Bruna Hamú
Bruna Hamú Ribeiro (Brasília, 9 de agosto de 1990), mais conhecida como Bruna Hamú, é uma atriz brasileira.

## Carreira
Natural de Brasília, aos 18 anos foi morar em São Paulo e começou sua carreira artística como modelo, tendo participado de campanhas publicitárias e editoriais de moda, também trabalhou como modelo internacional em Paris e Tóquio. Em 2013, decidida a ser atriz, mudou-se para o Rio de Janeiro, fez alguns testes e estreou na televisão na novela das sete Sangue Bom interpretando a secretária Karol. Em 2014, protagonizou a vigésima segunda temporada de Malhação interpretando Bianca.
Em 2016, estreou no teatro, interpretando a segunda Júlia na peça 5 Júlias. No mesmo ano, fez sua estréia no cinema, interpretando Anésia no longa-metragem nordestino O Shaolin do Sertão. Ainda em 2016, interpretou Camila na novela das nove A Lei do Amor, mas teve que deixar a novela por conta de sua gravidez. Em 2020, viveu Suzana no filme Estação Rock. Em 2019 entra na reta final de A Dona do Pedaço como a batalhadora Joana.

## Vida Pessoal
Em 2016 começou a namorar o empresário Diego Moregola. No dia 29 de abril de 2017, nasceu Julio, o primeiro filho do casal. Em julho de 2018, se casaram em uma cerimônia religiosa na Igreja Nossa Senhora do Brasil, na Zona Oeste de São Paulo. Dia 19 de dezembro de 2019, Bruna Hamú surpreendeu a todos e anunciou por meio de sua assessoria, a separação do então pai de seu filho, Diego Moregola, após um ano e meio de casamento.

## Filmografia

### Televisão
| Ano     | Título           | Personagem          | Notas                                      |
| ------- | ---------------- | ------------------- | ------------------------------------------ |
| 2013    | Sangue Bom       | Karolina (Karol)    |                                            |
| 2014–15 | Malhação: Sonhos | Bianca Duarte       | Temporada 22                               |
| 2016–17 | A Lei do Amor    | Camila Costa Leitão |                                            |
| 2019    | A Dona do Pedaço | Joana Azevedo       | Episódios: "12 de setembro–22 de novembro" |

### Cinema
| Ano  | Título            | Personagem     |
| ---- | ----------------- | -------------- |
| 2016 | Shaolin do Sertão | Anésia Shirley |
| 2020 | Estação Rock      | Suzana Aquino  |

## Teatro
| Ano  | Título       | Personagem    |
| ---- | ------------ | ------------- |
| 2016 | Cinco Júlias | Segunda Júlia |

## Prêmios e indicações
| Ano  | Prêmio                  | Categoria              | Nomeação | Resultado | Ref    |
| ---- | ----------------------- | ---------------------- | -------- | --------- | ------ |
| 2015 | Troféu Internet         | Revelação do Ano       | Malhação | Indicado  |        |
| 2015 | Prêmio Contigo! de TV   | Melhor Atriz de Novela | Malhação | Indicado  | [ 31 ] |
| 2015 | Prêmio Jovem Brasileiro | Melhor Atriz Jovem     | Malhação | Indicado  | [ 32 ] |